# David Cross (calciatore)
David Cross (Heywood, 8 dicembre 1950) è un ex calciatore inglese, di ruolo attaccante.
Assieme a John Byrne, è primatista di reti (6) col West Ham nelle competizioni calcistiche europee.

## Carriera
Il 9 dicembre 1977 si trasferisce dal West Bromwich al West Ham per 180.000 sterline.

## Palmarès

### Club

#### Competizioni nazionali
- Second Division: 1

West Ham: 1980-1981
- Coppa d'Inghilterra: 1

West Ham: 1979-1980

### Individuale
- Capocannoniere della Coppa delle Coppe UEFA: 1

1980-1981 (6 gol)